# Sybra roepstorffi
Sybra roepstorffi là một loài bọ cánh cứng trong họ Cerambycidae.